# Polizeimuseum Hamburg
Das Polizeimuseum Hamburg im Stadtteil Hamburg-Winterhude befindet sich auf dem zugangsbeschränkten Gelände der Akademie der Polizei Hamburg. Es gibt einen Überblick über ca. 200 Jahre Arbeit der Polizei Hamburg und präsentiert Methoden der Kriminaltechnik sowie ausgewählte Hamburger Kriminalfälle seit Beginn des 20. Jahrhunderts. Das Polizeimuseum wird mitbetreut vom Hamburger Polizeiverein.

## Entstehung

### Lehrmittelsammlung
Die Lehrmittelsammlung von 1893 im Stadthaus am Neuen Wall war für Polizisten zur Veranschaulichung unterschiedlicher Verbrechen vorgesehen. Diese Sammlung wurde größtenteils durch die Operation Gomorrha
1943 vernichtet. Im Jahr 1950 wurde die Lehrmittelsammlung in der Polizeischule Eggerstedtstraße in Altona-Altstadt untergebracht und zog 1958 nach Winterhude um. Die ehemalige Lehrmittelsammlung der Landespolizeischule wurde wegen einer erforderlichen Gebäudesanierung 2006 geschlossen. Die Exponate der mehr als 100 Jahre Hamburger Kriminal- und Polizeigeschichte dokumentierenden Sammlung mussten darum ausgelagert werden.

### Museumsgebäude Carl-Cohn-Straße
Das Gebäude diente 1937 zunächst als Kantine für die Wehrmacht. Nach 1945 bezogen dänische und britische Militäreinheiten das Gebäude; 1957 wurde es an die Polizei Hamburg übergeben. Ab den sechziger Jahren wurde es als Kantine der Landespolizeischule genutzt. Das neue Polizeimuseum Hamburg wurde am 28. Februar 2014 im ehemaligen Wirtschaftsgebäude auf dem Gelände der Akademie der Polizei Hamburg, Carl-Cohn-Straße 39, mit einer erweiterten Ausstellungsfläche eröffnet.

## Gliederung des Museums
Die Informationstafeln sind auf Deutsch und Englisch beschriftet. Der Zutritt ist mit Ausweis möglich und barrierefrei. Die Ausstellungsfläche beträgt 1.400 Quadratmeter in 21 Schauräumen.

### Erdgeschoss: Polizeigeschichte
Die Polizeigeschichte wird von 1814 bis zur Gegenwart dargestellt. Dabei wird berücksichtigt, dass die Arbeit der Polizei verschiedenen politischen Strömungen, Ereignissen in der Geschichte und unterschiedlichen Wertvorstellungen in der Gesellschaft unterlag. Gezeigt werden beispielsweise Formen der Verkehrsregelung, die Morde des Reservebataillons 101 vor Gericht, die kampflose Übergabe der Stadt an die Britische Besatzungsmacht, die Nachbildung einer Polizeiwache mit Arrestzelle aus den 1960er-Jahren, die Hilfe der Einsatzkräfte bei der Flutkatastrophe 1962, ein Bild vom Hamburger Kessel sowie die Dienst-Kopfbedeckungen von der Pickelhaube über den Tschako über die weiße bis zur blauen Schirmmütze.
Nachdem 2010, vor Beginn der Erarbeitung eines inhaltlichen Konzepts zur Geschichte der Polizei, in der öffentlichen und parlamentarischen Diskussion Zweifel daran geäußert wurden, ob die Geschichte der Polizei zur Zeit des Nationalsozialismus im Polizeimuseum angemessen dargestellt würde, hatte der damalige Polizeipräsident Werner Jantosch einen Wissenschaftlichen Beirat einberufen berufen, um die zu erarbeitenden konzeptionellen Entwürfe zur Historie der Polizei zu begutachten und Empfehlungen abzugeben. Alle Empfehlungen des Wissenschaftlichen Beirats sind in die Museumskonzeption eingegangen. Der grundlegende Entwurf entstand bereits 1998 auf Anregung des damaligen stellvertretenden Polizeipräsidenten Wolfgang Sielaff durch den damaligen Polizeipressesprecher Reinhard Fallak (Polizeivizepräsident 2008–2016) und den Leitenden Pädagogen der Landespolizeischule und Historiker Wolfgang Kopitzsch (Polizeipräsident 2012–2014), der auch die Einweihung 2014 vornahm.

### Erstes Obergeschoss: Kriminaltechnik
Neben einem Einsatzfahrzeug der Polizei im Längsschnitt und einem Polizeihubschrauber im Querschnitt werden Methoden der Spurensicherung durch Fingerabdrücke, DNA-Nachweise, die Auslesung von EDV-Daten sowie Fahndungsmethoden wie mithilfe von Polizeifotos, Täterbeschreibungen und der Erstellung von Phantombildern am Computer gezeigt.

### Dachgeschoss: Ausgewählte Kriminalfälle
Einige Kriminalfälle der Vergangenheit werden im Dachgeschoss dargestellt: Der „St.-Pauli-Killer“ Werner Pinzner, die zufällige Entdeckung von Leichen beim Brand eines Hauses (Frauenmörder Fritz Honka), die gefälschten Hitler-Tagebücher von Konrad Kujau, die Beutezüge des „Lords von Barmbeck“ (Julius Adolf Petersen), eine Geiselnahme und -befreiung am Steindamm, die Anschläge des „Kaufhauserpressers Dagobert“, die Einschüsse in ein lebensrettendes Merkbuch sowie eine Leiche in einem Ölfass.

### Nichtöffentliche Lehrmittelsammlung im Untergeschoss
Im Keller des Gebäudes soll eine Lehrmittelsammlung für Polizisten, die nicht der Öffentlichkeit zugänglich sein wird, aufgebaut werden. Sie soll auf einem Archivalienkorpus von etwa 5.000 Sammlungsstücken, die katalogisiert werden, basieren.